# Mangaliai kikötő
A mangaliai kikötő a Fekete-tenger romániai partszakaszának déli részén, a bolgár határ közelében, Isztambultól mintegy 260 kilométerre fekszik. A midiai kikötővel együtt a konstancai kikötő mellékkikötőjének számít. A három kikötő együttesen alkotja a román tengeri kikötőrendszert, mely a Tengeri Kikötők Kezelője Rt. felügyelete alatt működik.

## Általános adatok

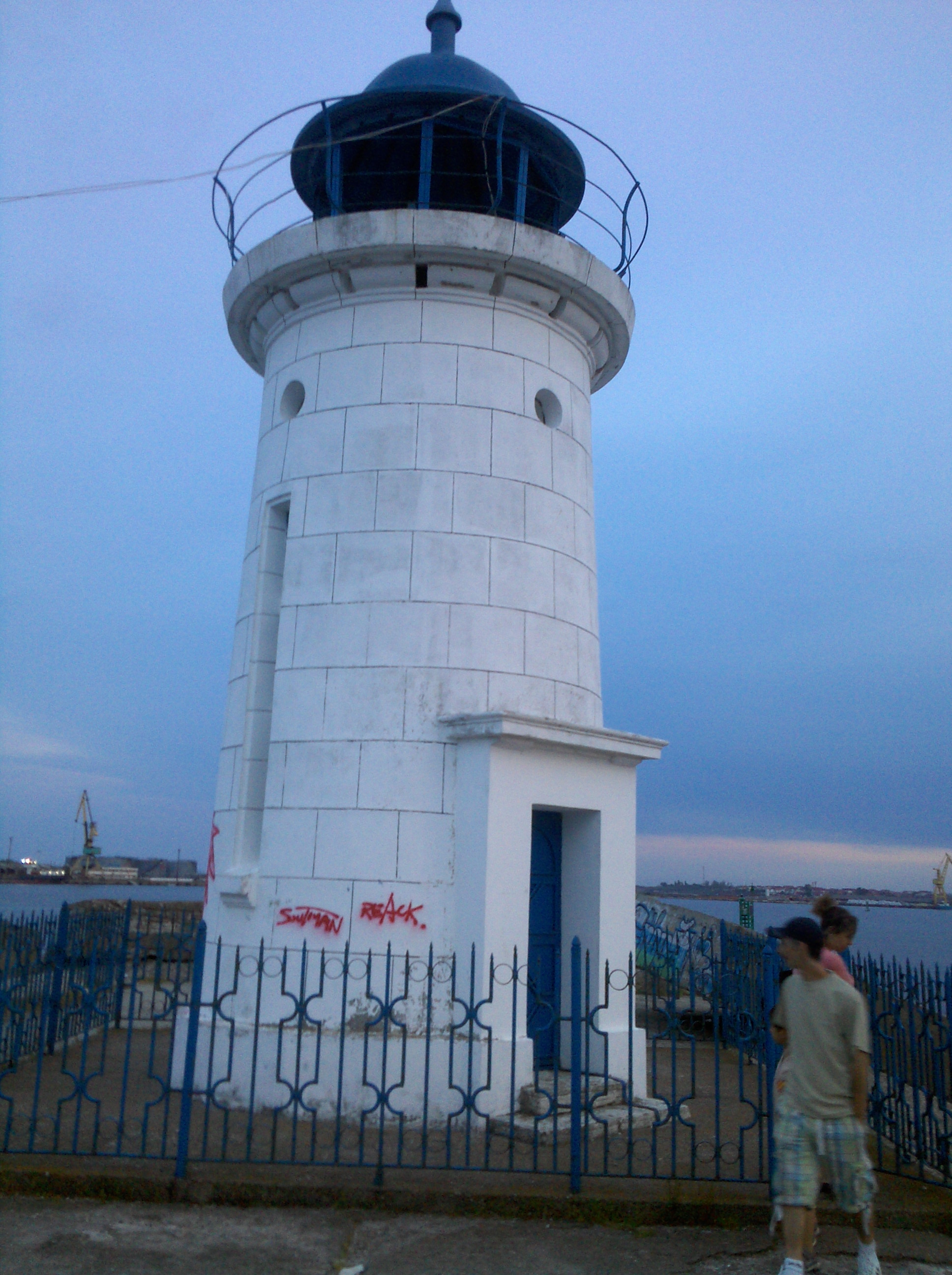
A régi világítótorony, háttérben a kikötővel

A kikötő 142,19 hektáros (1,42 km²) összterületéből 27,47 hektár szárazföld, 114,72 hektár pedig vízi rész. Északi és déli hullámtörőinek teljes hossza 2,74 km. Négy horgonyzóhelyéből kettő működik, hosszúságuk összesen 540 m, a víz mélysége pedig 9 m. 2008-ban a két mellékkikötő a három kikötő összes forgalmának 4%-át bonyolította le.

### Áruforgalom
A kikötőben megforduló áruk közül a legfontosabbak a műtrágya, a bitumen és egyéb kémiai anyagok, illetve a csomagolt áruk, melyek számára 20 000 m² nyílt és 4300 m² fedett tárolóhelyiség van kialakítva.

## Hajógyártás

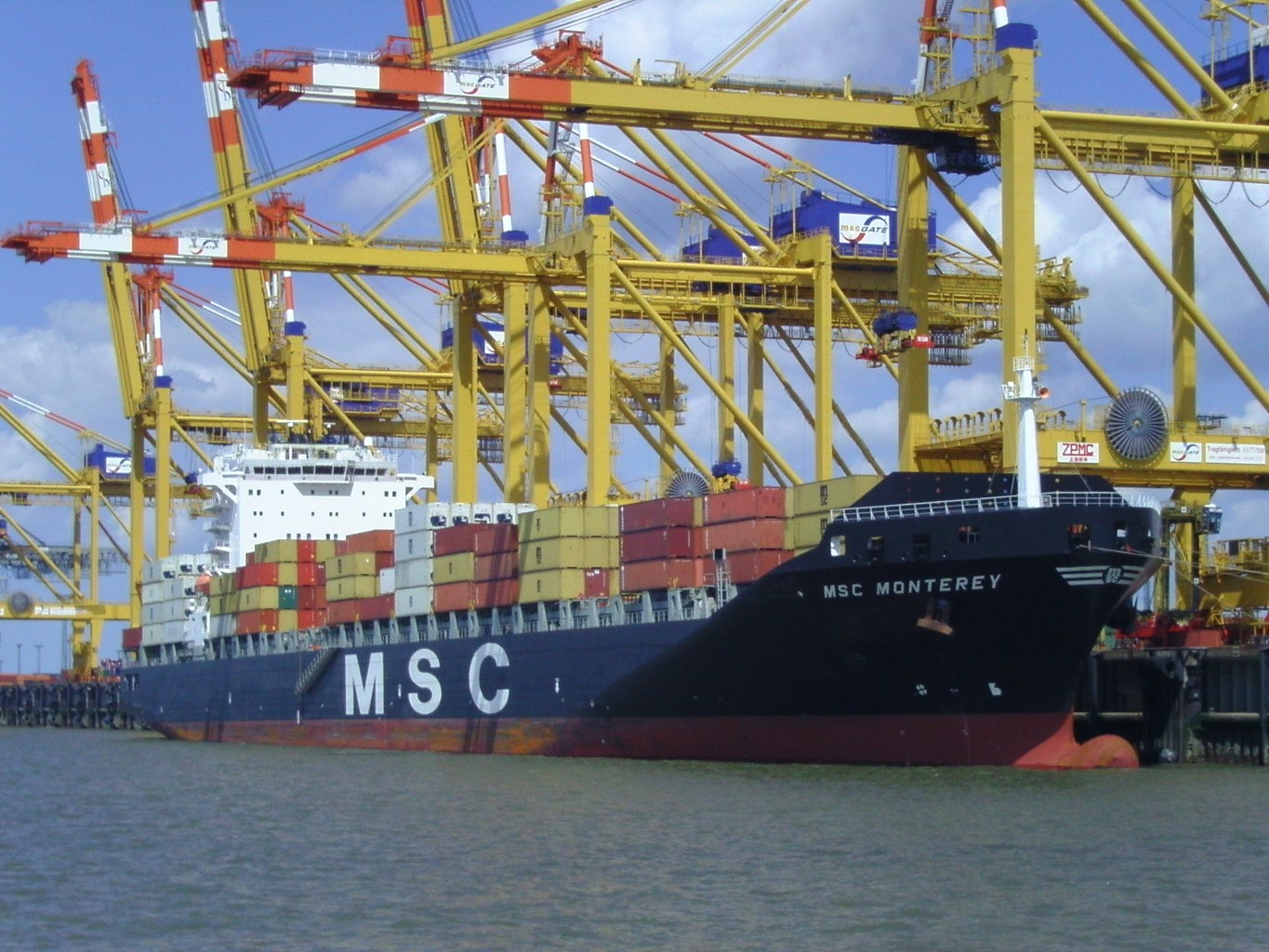
A mangaliai hajógyárban épült MSC Monterey

A kikötő területéből jelentős részt foglal el a helyi hajógyártó vállalat, mely az egykori dél-koreai Daewoo Industrial részeként működött. A Daewoo-Mangalia Heavy Industries jelenleg a cégcsoport fennmaradt hajóépítő vállalatának, a Daewoo Shipbuilding & Marine Engineering-nek a leányvállalata. Az egykori Május 2 Hajógyár és a Daewoo 1997-ben létrejött társulásából létrejött hajógyár évente 6 új, akár 75 000 DWT kapacitású Panamax-típusú hajót tud elkészíteni, illetve évi 40 hajó javítását tudja elvégezni. Az üzem akár 4500 TEU egységnyi konténert szállító hajókat is képes megépíteni, melyek a kikötő jó földrajzi adottságainak köszönhetően hamar kifuthatnak a tengerre.